# 怪人的沙拉碗
《怪人的沙拉碗》是平坂讀創作的日本輕小說系列，監督擔綱插畫，由2021年10月19日起，經小學館旗下GAGAGA文庫出版。改編漫畫由2022年9月27日至2024年12月，於小學館旗下網絡漫畫平台「Sunday Webry」連載，漫畫家是山田孝太郎。改編電視動畫於2024年首播。

## 劇情簡介
以岐阜為舞台的群像社會喜劇。故事講述了因緣際會，與偵探惣助暫時生活在一起的異世界（其实是来自平行世界的日本）魔法公主莎拉，以及過著無家可歸的街友生活的女騎士莉薇亞，這兩個異世界人積極勇敢地面對人生的態度，如何去影響偵探惣助、律師、分手业者、宗教人士、遊民和混混等奇葩人士。

## 登場人物

### 主要角色
鏑矢惣助/草薙惣助（聲：古川慎）
來自日本岐阜縣的貧苦偵探。二十九歲單身男性。於鏑矢偵探事務所工作，勉強能靠熟客的案子過活。委託費是該地區最低的，僅需三萬日圓就可以委託。在跟蹤目標竹本幸司（聲：高坂篤志）時，意外收留了來自異界的莎拉·達·奧丁（主要是害怕莎拉消除記憶的魔法）。只要看到人裝傻，就不會放過任何吐槽機會。曾經是草薙偵探事務所的王牌，為了追求自己心中理想的偵探形象而獨立。作為偵探的技能非常紮實。雖然他平常不打架，但有學過西斯特瑪。因為工作的原因，見識過婚姻生活許多不為人知、黑暗的一面，所以沒有結婚一直單身。他很擅長識破謊言，而且不太容易被閨的暗示所吸引。本姓是“草薙”，和草薙勳是父子，本名是“草薙惣助”，雖然兩人在偵探事業的理想上存在分歧，但親子關係並不壞。
莎拉·達·奧丁/草薙沙羅（聲：矢野妃菜喜）
十三歲，來自異世界的奧菲姆帝國的第七王女，自稱為“本公主”，有著珍珠般的白潤肌膚及黃金色眼眸。留有金色長髮，髮上還有多處挑染的粉色，並使用兩根華麗的髮簪定型。常服有如日式振袖和服及蘿莉塔混搭的時尚風格。祖國被毀滅並來到日本後，與偵探鏑矢惣助相遇，並借住他家。起初惣助曾要求她離開，當時她提出避免自己會被研究人員抓去做人體實驗、以抹除記憶的魔法作為條件，但她從未真正詠唱過，並提出可能會導致數年的記憶丟失，甚至變成廢人的風險，使惣助同意讓她繼續留在事務所。很快就適應了這個世界，過着快樂的日子。受漫畫《名偵探柯南》的影響對正義的名偵探抱有憧憬。從異世界開始就喜歡看《三國志》，與惣助在一次調查中，並因對有共同愛好而結識的友奈成為好朋友。透過與友奈的來往而對學校產生了興趣。惣助與莎拉順著一之濑美佳（聲：三谷綾子）的調查委託，跟著調查目標是自己的丈夫一之瀨洋平（聲：木村隼人）來到了賽馬場並賭馬，莎拉也想試結果出現連續贏三連彩的情況，再把今天贏的錢全拿去賭，累積的金額比委託報酬高，離開前惣助還問她願不願意當自己的小孩，莎拉立刻同意，就這樣兩人開心的回家。在戶籍上成為了惣助的女兒“草薙沙羅”。最初打算就讀於家附近的公立澤良國中，但由於發現自己在這個世界的實際年齡是十二歲（十三歲為虛歲算法），才決定改讀公立澤良小學。自小學畢業後進入公立澤良國中就讀，同樣被同學視為領袖般的存在，深受眾人愛戴；在國中過著相當充實的校園生活。
她是平行世界的織田信長（奧菲姆帝國的初代皇帝信長·達·奧丁）的子孫。
莉薇亞·多·烏迪斯（聲：M·A·O）
二十歲，來自異世界的奧菲姆帝國的第七王女的貼身護衛，自稱為“敝人／在下”，一位以卓越的武藝自豪的女騎士。有著在頭的左側紮成側馬尾的銀色長髮、異色瞳、美麗容貌、胸部豐滿的美人。是帝國稱霸全土前，便效忠奧丁家的名門烏迪斯家的後代。跟隨莎拉傳送到現代日本，但比她晚一步轉移，而且因無處可去而成為遊民。儘管過著無家可歸的街友生活，但她以壓倒性的體力和精神力頑強地活下來。為了能委託偵探努力賺錢，和鈴木一起做資源回收，卻因無固定居所和手機導致找不到工作。在被混混安排下自己決定去摸摸茶工作時，碰上警察臨檢、意外中止活動需作筆錄就離開那裡的經歷後，曾短暫與公主殿下再次重逢，還成為鏑矢偵探事務所的員工。由於外型與能力不是當偵探的料，因此遭到惣助解雇，雖被表示可以留宿，但因不想在公主拚命工作時白吃白住，所以離開，表示自己會找到工作。過去安排她去摸摸茶工作的混混，提出為他排隊購買限量版商品，幫助那些無法前往商店購買商品的客人。當她再次見到惣助和莎拉時，惣助告訴她實際上是在幫助黃牛，靠著囤貨破壞國家與商人間的供需法則，透過轉售商品非法獲利，莎拉要她不能再做了。當她在澡堂和明日美相遇，她們成為了朋友，會彈奏琵琶，憑藉著極高的演奏天賦和體力，短短一週的時間就學會了彈吉他，因此成為了新樂隊的吉他手。這個新樂隊是她與明日美和望愛組成的。聖誕節時，莉薇亞穿著聖誕老人服裝回來偵探事務所，並送給莎拉的聖誕禮物，是以自己為原型的小型仿真人偶娃娃，本來莎拉覺得這個莉薇亞娃娃很有趣，可以各種換裝，但將娃娃脫光後，發現內在美太真實，一問之下才發現原來完全是1比1仿真，莎拉覺得太可怕要莉薇亞帶走此娃娃，還被她切斷主從關係，平日她靠著望愛給她的零用錢沉迷賽馬和小鋼珠（問題賭博），同時開始認真玩起了樂團活動，但望愛因為涉嫌非法交易遭到警方逮捕，導致樂團發片出道的計畫泡湯，而且世界的布蘭奇希爾氏族也暫時停止了對她的經濟支援，她為了低調打小鋼珠，跑去剪短頭髮並染黑，後來不僅去違法賭場玩丁半，偶然幫助半灰色集團『十刃』首領·劍持命並獲得的其賞識，受聘成為貼身保鑣自此踏進黑社會，後來意外得到了白銀組組長·白銀龍兒的女兒“劍持命”這個戶籍，將原黑道·白銀組和半灰色組織·十刃，以及新興宗教·新生布蘭奇希爾教團（前身為「世界的布蘭奇希爾氏族」），合併為「株式會社白銀十刃集團」，並成為其CEO。變成岐阜縣內最大的反社會勢力首腦，其名聲一舉響徹黑社會。
她是平行世界的森可成（可成·多·烏迪斯）和他的兒子森蘭丸（成利·多·烏迪斯）的子孫。

### 常駐角色
蜜桃臀／屁股蛋（聲：大地葉）
立志成為職業音樂家的十八歲女孩。有一頭藍色和些許粉紅色的頭髮，以及粉紅色的眼睛。原本在一家歌舞俱樂部（摸摸茶）“濃姬”工作，為樂隊活動籌備資金。當莉薇亞進入摸摸茶工作時，她擔任作為前輩的角色。去澡堂的她再次巧遇莉薇亞，兩人在泡澡後一起三溫暖，透露出“濃姬”被揭露為違法風俗店後倒閉，最終她成為了一名卡拉OK咖啡廳店員。本名是“弓指明日美”，所屬樂隊“節子那不是水果糖（源自萤火虫之墓）”中擔任主唱，該樂團是她與高中時期的三位學姐秋山（聲：三谷綾子）、友近（聲：櫻木繭子）、山崎（聲：舞原由佳）組成的，但团员因為她的热情而产生压力導致解散。儘管樂團解散後她感到很失落，不過在卡拉OK咖啡廳喫茶店『雷鳥』看到莎拉唱歌後，她依舊享受唱歌的樂趣。在莉薇亚的帮助下重组新的乐队“救世Grasshopper”。明日美和皆神望愛兩個成員的音樂性鬧意見不合。不管是節奏強烈的搖滾樂或輕柔的抒情曲，望愛一心只想全方位地宣揚救世主莉薇亞的存在，明日美則是希望可以創作出風格更平易近人、能打動多數聽眾的歌詞。這兩人玩音樂的根本動機不一樣，所以討論起來就像平行線，始終都在各說各話。透過小說家鈴切章為“救世Grasshopper”操刀作詞，兩人都對其十分滿意，決定正式採用。因此“救世Grasshopper”很快就成為岐阜的搖滾樂迷注意的目標。樂團的活動範圍從岐阜擴展到隔壁的愛知縣、三重縣和靜岡縣，望愛將音源結合現場演出的畫面做成影片，上傳到網路後，成為音樂迷之間膾炙人口的話題。受到日本首屈一指的大型唱片公司“Gift Record”的「音樂製作人」土田智也（聲：木村隼人）賞識，並向她們提議有沒有興趣簽約發片出道。
皆神望愛（聲：藤田茜）
二十二歲，本名是“木下望愛”，有一頭黑色的長髮和綠色的眼睛。邪教團體「世界的布蘭奇希爾氏族」的領袖、超媒體創作者兼音樂人。善於掌控人心，她的信徒數量穩步增加。透過相當巧妙的手段，以及影片暗示手法，其中兩名信徒齊藤（聲：浦尾岳大）、青木（聲：舞原由佳）會將人帶入宗教團體並捐獻金錢（即宗教斂財）。遇見莉薇亞救治切腹的内山誠治後，將她視為救世主來崇拜，也使得團體的性質和活動方針直接變更。她委託草薙偵探事務所找到莉薇亞，想要用3D掃描以製作對方的雕像，莉薇亞同意全裸掃描，並聘請她成為人偶的產品開發顧問，還在皆神望愛的家過起吃喝玩樂的人生。另外製作過許多精神控制的潛意識音源，對音樂有著深厚的造詣，不僅能創作流行風格的VOCALOID歌曲，還能創作激烈的硬式搖滾，之後與莉薇亞和明日美組成一個新的樂隊，擔任作曲和電子琴。樂團在草創初期，因為望愛和明日美兩人的音樂性南轅北轍，導致發展並不順遂，所幸莉薇亞和過去傳授遊民生活訣竅給她的小說家鈴切章重逢，引薦他擔任樂團的作詞人之後，狀況好轉。“救世Grasshopper”一夕爆紅成為人氣樂團，三兩下便和唱片公司敲定要發片出道。然而望愛卻因為涉嫌內線交易的嫌疑，而遭到警察持有拘捕令逮捕。
愛崎布蘭達（聲：沼倉愛美）
三十四歲，愛崎律師事務所的所長，專門處理離婚案件的律師，該公司在豪華公寓的一間房間裡，開設了一間辦公室。有一頭紅色的長髮和藍色的眼睛，由於長著一張娃娃臉，外表看起來很年輕，但實際上年紀比惣助還要大。很喜歡掛在辦公室牆上的《法庭上的芙里尼》的複製畫，認為“使用不合理手段也要獲勝”的想法印象深刻。喜歡惣助，經常委託他調查，但對於惣助和莎拉住在同一屋簷下感到嫉妒。當時她委託惣助的調查內容是三十四歲家庭主婦下村有希，想離婚的委託人只要找到抓姦的關鍵性證據（老婆瞞著老公外遇），就可以申請離婚，在莎拉的飛天幫助下拍到決定性照片，讓委託也順利解決。而且惣助為了實現莎拉「上學」的願望，因此向布蘭達諮詢，但被告知合法取得戶籍不太可能，在隱瞞莎拉來自異世界的事實的同時，無法合法登記自己的家庭。之後惣助向布蘭達說明莎拉目前是自己的女兒，因為助手盾山的誘導，也開始幻想自己與惣助結婚的樣子；布蘭達詢問春花如何才能接近喜歡的對象，討論出以料理抓住男人的胃，春花還陪她製作馬鈴薯燉肉。兩個偷偷愛慕著惣助的女人，在不知道彼此是情敵的情況下成為了好朋友。涉嫌內線交易而遭到逮捕的望愛，她擔任對方的辯護人，在惣助和莎拉取得的證據加持下，布蘭達有機會贏下這場官司，但望愛為了跟父親的教團斷絕關係，希望自己被判有罪，原本有望到手的勝利化成泡影。
盾山（聲：櫻木繭子）
愛崎律師事務所的一名女子事務員，年約二十五歲，她是個渾身散發出知性氣質的美女。個性冷靜，與人交流時會用禮貌的語言。經常向布蘭達提供有關與惣助的愛情建議。她是所謂的“城堡少女”，她愛的不是人類，而是城堡。男友包括岐阜城和郡上八幡城。
永繩友奈（聲：高田憂希）
十三歲，國中一年級的女孩。她的母親永繩真美擔心自己的女兒在學校受到同學霸凌，請了偵探惣助幫忙解決問題。受已故父親的影響，非常喜愛《三國志》。與莎拉有相同的興趣，友奈對她能敞開心扉的聊天成為朋友。父親去世之後，母親在有其他大手企業的老闆夫婦的幫助下得到就業，但是對方的女兒青木（聲：三谷綾子）藉此事來集團霸凌友奈，惣助給她錄影筆蒐集證據順利解決此件委託。雖然霸凌問題得到了解決，但因為學校裡誇大的謠言而感到不舒服，當她聽說莎拉要去學校上學時，因此決定轉學到同一所國中。雖然順利轉學，但後來發現莎拉的實際年齡只有十二歲，所以她不可能和自己一起上學。氣得轉學第一天破口大罵。然而某天，她無意間聽到她的同學今針山瑞季（聲：菊池心）被三位二年級學姊霸凌，在女廁錄下她們的談話，並得知那三名是籃球隊的隊友，她們對瑞季被選為先發球員而感到不爽。友奈使用與惣助和莎拉解決自己的霸凌問題相同的方法，同意幫助瑞季解決問題。她在樓梯間的牆上安裝一個隱藏攝像頭，拍攝被欺負的鏡頭，並將其發送給瑞季，讓她決定下一步要做什麼。放學後去一趟鏑矢偵探事務所看莎拉，友奈同時告訴惣助，她長大後想成為一名偵探。
閨春花（聲：真野美月）
二十七歲，惣助曾經工作過的大型偵探事務所的後輩。有一頭及肩的黑髮、紅眼睛、嘴角下左邊有一顆美人痣。雖然她是偵探，但實際上是分手工作的專家，不僅有高顏值，而且還透過日常對男人的調情來磨練自己的演技，所以她的誘惑技巧非常嫻熟，為了偵探工作和目標連情侣酒店都去過，結果同行都以為她是一個和誰都能上床的輕浮女人，但自己表示想要的時候才做，事實上當她和目標去酒店後，會試著讓對方覺得“出軌畢竟不好”，或者試圖說服，如果沒表示回應，她就會用安眠藥讓目標入睡，然後逃離現場。但她不是一開始就這麼能幹，過去二十二歲時剛進公司，不像前輩惣助（二十四歲）那樣比較優秀，因美貌而委託她的普通業務項目工作屢屢失敗，感到羞辱。從學生時就才華橫溢，她有著很高的自尊心，然而，因為前輩惣助在她失敗的同時取得了成功，她開始對他產生尊重和嫉妒，而轉向主攻特殊調查。在作為分手專家的才華綻放之後，成為公司收入最高的人。即使惣助離開“草薙偵探事務所”後，她也常來介紹工作給他。經常試圖提高自己作為一個女人的魅力，展示自己的調情行為，希望惣助被她的魅力所吸引，然而惣助非但沒被自己吸引，反而是她深深地愛上了對方。透過社長草薙勳得知莎拉即將成為惣助的女兒，甚至還想像自己未來與惣助結婚的景象，有莎拉這個女兒內心感到十分激動。另外和律師布蘭達在不知道彼此是情敵（兩個皆愛慕惣助）的情況下，成為好朋友。

### 其他角色
永繩真美（聲：洞內愛）
永繩友奈的母親，與女兒生活在单亲家庭，她丈夫在一次事故中去世了。非常照顧她唯一的女兒友奈。在閨的介紹下，惣助被要求調查並解決校園欺凌事件。
草薙勳（聲：上田燿司）
五十四歲，岐阜市最大的偵探事務所社長，他們甚至從事非法工作來賺錢。故事一開始时去歌舞俱樂部“濃姬”塞給莉薇亞三萬日圓的那位顧客。
他其实是惣助的親生父親，但在惣助小时候父母就离婚了，現在惣助使用母親的姓氏“鏑矢”。父子兩人也在偵探事業的理想上存在分歧，因此惣助從“草薙偵探事務所”離開，追求自己理想的偵探形象。表面上针对惣助，其实非常溺爱兒子，关于风俗店或高级餐厅的调查会让自己去做，后面帮助惣助为收养莎拉取得户籍（儘管使用一些非法手段）。他也相信惣助是岐阜縣最好的偵探。當解決莎拉的戶籍問題時，收她為繼孫女。
Takeo／武夫／武尾／竹尾（聲：立花慎之介）
岐阜的混混，身著夏威夷襯衫，手上戴著金色腕錶，留著大背頭。本名為“尾關正武”，二十五歲。实际是一名卧底警察，其实擔當的任務是調查活躍於岐阜市內的名為『純白天空』的外國人犯罪組織。他隱藏身份，有時還作為犯罪幫凶取得成員的信賴，調查『純白天空』期間使用的假名為「Takeo／武夫／武尾／竹尾」，裝成黑社會中交際略廣的小混混。經常介紹可疑的工作給莉薇亞，為了接近『純白天空』的成員，他將『純白天空』經營的違法風俗店介紹給她，甚至還讓她幫忙組織其中一種搞錢方法的集團轉賣行為（釣魚偵查）。兩人在笠松賽馬場高興地賭過馬，騎自行車去打過柏青哥，甚至還一起去過白銀組管轄的賭場。
鈴木（聲：鳥海浩輔）
住在橋下，表面上看是一名年齡不詳的遊民。他個性直率、善良，教導莉薇亞遊民生活的基本知識。實際本名為“鈴切章”，為三十六歲的小說家。10年前，他的小說大受歡迎後累積了巨額財富，在经受别人攻击、亲戚讨钱、出版社压榨之后心生厌烦，丢下一切离开东京，身无分文地跑来岐阜当游民。在莉薇亚的行为感动下重返东京，并以身处逆境、照样乐观进取、毫不气馁的莉薇亚作为原型，推出新作《无家可归的女骑士》，比之前的作品《我們失敗了（簡稱『我敗』）》更受歡迎。後來跑去惣助的偵探事務所找莉薇亞，得知她被辭退後還跑去邪教團體協助商品開發，並且在河堤橋下發現她，莉薇亞得知鈴切章是小說家後，她請求對方幫忙創作歌詞，望愛與明日美兩人看過鈴木的歌詞後表示很滿意。
内山誠治（聲：伊藤たくも）
為「世界的布蘭奇希爾氏族」奉獻了大量「希爾加」的年輕人。然而，姊姊曾經做過類似的供養，也動過家裡的錢財，導致家庭破裂。他也被迫從高中輟學，因此對皆神望愛懷恨在心，並持小刀威脅她，稱對方是「神棍」。當時他刺傷了自己的腹部受到了致命创伤，然而沒有力量的皆神望愛卻束手無策，最後因莉薇亞的治療魔法而活了下來。此後他經歷了真正的奇蹟，成為了氏族的虔誠追隨者。
黄鈴麗（聲：神戶）
從中國來留學的女大學生。惣助的偵探事務所大樓一樓的卡拉OK咖啡廳：喫茶店『雷鳥』的兼職店員。
吉良一滋
惣助的偵探事務所大樓一樓的卡拉OK咖啡廳：喫茶店『雷鳥』的老闆。退休後經營咖啡店作為業餘愛好。
安永弥生（聲：大久保瑠美）
公立澤良小學的小學生，莎拉剛轉入的小學的同班同學，跟近田容子（聲：月城美菜）、津山靜香（聲：安井咲希）組成小團體並為團體帶頭。原本因為莎拉剛來時，能跟班內同學打成一片的高人緣，而對莎拉心生嫉妒，率小團體設計把莎拉困在體育倉庫房，卻被莎拉輕易脫出，並早被看穿她們的底細而被折服，小團體在受到莎拉的氣質影響下，自己發誓甘願成為莎拉的家臣。
奥村英斗（聲：国繁アキラ）
公立澤良小學的小學生，莎拉剛轉入的小學的同班同學，6年2班帥哥四天王之一。
宫崎虎太朗（聲：門田紗季）
公立澤良小學的小學生，莎拉剛轉入的小學的同班同學，6年2班帥哥四天王之一。
今田秀愛（聲：葉月さき）
公立澤良小學的小學生，莎拉剛轉入的小學的同班同學，6年2班帥哥四天王之一。
飯野真大（聲：荒川れもん）
公立澤良小學的小學生，莎拉剛轉入的小學的同班同學，6年2班帥哥四天王之一。
水澤夢（聲：上坂堇）
公立澤良小學的小學生。
名字原型為同名輕小說作家“水澤夢”，角色造型原型為水澤夢作品《我，要成為雙馬尾》的雙馬尾設定，聲優上坂堇為該作紅馬尾聲優。
劍持命
半灰色集團『十刃』首領，白銀組組長·白銀龍兒的女兒，是個體弱多病的黑道千金。因為偶然被莉薇亞幫助而聘她成為貼身保鑣，成為莉薇亞踏進黑社會的關鍵人物。病逝後，名字、身份、產業全讓給了莉薇亞。

## 出版書籍

### 輕小說
| 卷數 | 小学館         | 小学館                 | 東立出版社     | 東立出版社                           |
| 卷數 | 發售日期       | ISBN                   | 發售日期       | ISBN                                 |
| ---- | -------------- | ---------------------- | -------------- | ------------------------------------ |
| 1    | 2021年10月19日 | ISBN 978-4-09-453038-4 | 2022年9月8日   | ISBN 978-626-718-645-9（首刷限定版） |
| 2    | 2022年2月18日  | ISBN 978-4-09-453052-0 | 2023年3月16日  | ISBN 978-626-360-261-8（首刷限定版） |
| 3    | 2022年6月17日  | ISBN 978-4-09-453073-5 | 2023年8月7日   | ISBN 978-626-360-898-6（首刷限定版） |
| 4    | 2022年12月20日 | ISBN 978-4-09-453099-5 | 2023年11月20日 | ISBN 978-626-020-118-0（首刷限定版） |
| 5    | 2023年7月19日  | ISBN 978-4-09-453136-7 | 2024年3月4日   | ISBN 978-626-020-793-9               |
| 6    | 2024年2月19日  | ISBN 978-4-09-453166-4 | 2024年6月17日  | ISBN 978-626-021-494-4               |
| 7    | 2024年7月18日  | ISBN 978-409-453-196-1 | 2024年12月5日  | ISBN 978-626-022-731-9               |
| 8    | 2025年4月18日  | ISBN 978-409-453-239-5 | 2025年8月21日  | ISBN 978-626-025-269-4               |

### 漫畫
| 卷數 | 小学館         | 小学館                 | 東立出版社    | 東立出版社             |
| 卷數 | 發售日期       | ISBN                   | 發售日期      | ISBN                   |
| ---- | -------------- | ---------------------- | ------------- | ---------------------- |
| 1    | 2023年2月10日  | ISBN 978-4-09-851640-7 | 2024年2月16日 | ISBN 978-626-02-0152-4 |
| 2    | 2023年6月12日  | ISBN 978-4-09-852094-7 |               |                        |
| 3    | 2023年11月10日 | ISBN 978-4-09-853011-3 |               |                        |
| 4    | 2024年4月12日  | ISBN 978-4-09-853199-8 |               |                        |
| 5    | 2024年6月11日  | ISBN 978-4-09-853343-5 |               |                        |
| 6    | 2025年1月10日  | ISBN 978-4-09-853785-3 |               |                        |

## 電視動畫
2023年7月6日（沙拉紀念日），宣佈將獲改編為電視動畫。10月4日，宣佈動畫於2024年在TBS電視台等首播。

### 主題曲
片頭曲
主唱、作詞、作曲：，編曲：100回嘔吐、
片尾曲
主唱：名譽傳說，作詞、作曲：
插曲
（第5話）
主唱：莎拉·達·奧丁（矢野妃菜喜），作詞、作曲：
（第5話）
主唱：弓指明日美（大地葉），作詞、作曲：
（第12話）
主唱：弓指明日美（大地葉），作詞、作曲：
「歌詞輕鬆積極樂觀的流行歌」（第12話）
主唱：莎拉·達·奧丁（矢野妃菜喜），作詞、作曲：

### 各話列表
| 話數   | 標題                       | 劇本     | 分鏡       | 演出       | 作畫監督                                           | 總作畫監督         | 首播日期      |
| ------ | -------------------------- | -------- | ---------- | ---------- | -------------------------------------------------- | ------------------ | ------------- |
| 第1話  | 麒麟來了（從異世界來的）   | 平坂讀   | 佐藤昌文   | 佐藤昌文   | 加藤壯、時矢義則、飯田清貴                         | 福地和浩、宮川知子 | 2024年 4月5日 |
| 第2話  | 女骑士游民                 | 山下宪一 | 高林久弥   | 高林久弥   | 加藤壮、野本正幸、高野友稀、赵小川、陈玲玲、姜海华 | 田边阳子           | 4月12日       |
| 第2話  | 女骑士游民之后             | 山下宪一 | 高林久弥   | 高林久弥   | 加藤壮、野本正幸、高野友稀、赵小川、陈玲玲、姜海华 | 田边阳子           | 4月12日       |
| 第2話  | 第一次的工作               | 山下宪一 | 高林久弥   | 高林久弥   | 加藤壮、野本正幸、高野友稀、赵小川、陈玲玲、姜海华 | 田边阳子           | 4月12日       |
| 第3話  | 遊民的美食                 | 平坂讀   | 葛谷直行   | 松永真彥   | 高野由香里、村田憲泰                               | -                  | 4月19日       |
| 第3話  | 女骑士救世主               | 平坂讀   | 葛谷直行   | 松永真彥   | 高野由香里、村田憲泰                               | -                  | 4月19日       |
| 第4話  | 公主與滑板                 | 山下憲一 | 渡邊健一郎 | 渡邊健一郎 | 鈴木光、趙小川、陳玲玲、姜海華                     | 宮川知子、田邊陽子 | 4月26日       |
| 第4話  | 萬聖節in岐阜               | 山下憲一 | 渡邊健一郎 | 渡邊健一郎 | 鈴木光、趙小川、陳玲玲、姜海華                     | 宮川知子、田邊陽子 | 4月26日       |
| 第5話  | 女騎士遊民、休整           | 平坂讀   | 岩崎知子   | 前園文夫   | 中野彰子、稻葉榮                                   | -                  | 5月3日        |
| 第5話  | 公主與卡拉OK咖啡廳         | 平坂讀   | 岩崎知子   | 前園文夫   | 中野彰子、稻葉榮                                   | -                  | 5月3日        |
| 第5話  | 女騎士遊民、排隊           | 平坂讀   | 岩崎知子   | 前園文夫   | 中野彰子、稻葉榮                                   | -                  | 5月3日        |
| 第6話  | 宗教家小姊姊與救世主小姊姊 | 山下憲一 | 野中和美   | 前園文夫   | 加藤壯、飯田清貴、時矢義則、WONWOO ANIMATION       | 宮川知子、田邊陽子 | 5月10日       |
| 第6話  | 女騎士小白臉               | 山下憲一 | 野中和美   | 前園文夫   | 加藤壯、飯田清貴、時矢義則、WONWOO ANIMATION       | 宮川知子、田邊陽子 | 5月10日       |
| 第6話  | 女騎士樂手                 | 山下憲一 | 野中和美   | 前園文夫   | 加藤壯、飯田清貴、時矢義則、WONWOO ANIMATION       | 宮川知子、田邊陽子 | 5月10日       |
| 第7話  | 公主與暖桌                 | 平坂讀   | 葛谷直行   | 宇根信也   | 趙小川、陳玲玲、姜海華                             | -                  | 5月17日       |
| 第7話  | 異世界人的戶籍問題         | 平坂讀   | 葛谷直行   | 宇根信也   | 趙小川、陳玲玲、姜海華                             | -                  | 5月17日       |
| 第7話  | 公主與馬                   | 平坂讀   | 葛谷直行   | 宇根信也   | 趙小川、陳玲玲、姜海華                             | -                  | 5月17日       |
| 第8話  | 公主與父親                 | 山下憲一 | 鈴木恭兵   | 鈴木恭兵   | 加藤壮、關賢叔、安孝貞、WONWOO ANIMATION           | -                  | 5月24日       |
| 第8話  | 公主與朋友                 | 山下憲一 | 鈴木恭兵   | 鈴木恭兵   | 加藤壮、關賢叔、安孝貞、WONWOO ANIMATION           | -                  | 5月24日       |
| 第8話  | 宗教家小姊姊、吃蚱蜢       | 山下憲一 | 鈴木恭兵   | 鈴木恭兵   | 加藤壮、關賢叔、安孝貞、WONWOO ANIMATION           | -                  | 5月24日       |
| 第8話  | 公主與年齡                 | 山下憲一 | 鈴木恭兵   | 鈴木恭兵   | 加藤壮、關賢叔、安孝貞、WONWOO ANIMATION           | -                  | 5月24日       |
| 第8話  | 落單國中生                 | 山下憲一 | 鈴木恭兵   | 鈴木恭兵   | 加藤壮、關賢叔、安孝貞、WONWOO ANIMATION           | -                  | 5月24日       |
| 第9話  | 魔王的後裔、小學亮相       | 平坂讀   | 高林久弥   | 高林久弥   | 加藤壮、趙小川、陳玲玲、姜海華                     | -                  | 5月31日       |
| 第9話  | 覺醒的偵探                 | 平坂讀   | 高林久弥   | 高林久弥   | 加藤壮、趙小川、陳玲玲、姜海華                     | -                  | 5月31日       |
| 第10話 | 增值的本公主               | 山下憲一 | 渡邊健一郎 | 渡邊健一郎 | 鈴木光、趙小川、陳玲玲、姜海華                     | 田邊陽子           | 6月7日        |
| 第10話 | 女騎士賭徒                 | 山下憲一 | 渡邊健一郎 | 渡邊健一郎 | 鈴木光、趙小川、陳玲玲、姜海華                     | 田邊陽子           | 6月7日        |
| 第10話 | 女人的友情（笑）           | 山下憲一 | 渡邊健一郎 | 渡邊健一郎 | 鈴木光、趙小川、陳玲玲、姜海華                     | 田邊陽子           | 6月7日        |
| 第11話 | 聖誕節in岐阜               | 平坂讀   | 岩崎知子   | 前園文夫   | 元美那、朴順玉                                     | -                  | 6月14日       |
| 第11話 | 公主與水族館               | 平坂讀   | 岩崎知子   | 前園文夫   | 元美那、朴順玉                                     | -                  | 6月14日       |
| 第11話 | 惡女們的挑戰               | 平坂讀   | 岩崎知子   | 前園文夫   | 元美那、朴順玉                                     | -                  | 6月14日       |
| 第11話 | 橋下的重逢                 | 平坂讀   | 岩崎知子   | 前園文夫   | 元美那、朴順玉                                     | -                  | 6月14日       |
| 第12話 | 情人節in岐阜               | 平坂讀   | 野中和美   | 佐藤昌文   | 加藤壮時、矢義則、飯田清貴、鈴木光                 | 宮川知子           | 6月21日       |
| 第12話 | 傳說的開始                 | 平坂讀   | 野中和美   | 佐藤昌文   | 加藤壮時、矢義則、飯田清貴、鈴木光                 | 宮川知子           | 6月21日       |
| 第12話 | 公主與畢業典禮             | 平坂讀   | 野中和美   | 佐藤昌文   | 加藤壮時、矢義則、飯田清貴、鈴木光                 | 宮川知子           | 6月21日       |
| 第12話 | 傳說的結束                 | 平坂讀   | 野中和美   | 佐藤昌文   | 加藤壮時、矢義則、飯田清貴、鈴木光                 | 宮川知子           | 6月21日       |
| 第12話 | 怪人的沙拉碗               | 平坂讀   | 野中和美   | 佐藤昌文   | 加藤壮時、矢義則、飯田清貴、鈴木光                 | 宮川知子           | 6月21日       |

### BD
| 卷數 | 發售日期      | 收錄話數       | 規格編號  |
| ---- | ------------- | -------------- | --------- |
| 上   | 2024年8月21日 | 第1話 - 第6話  | HPXR-2549 |
| 下   | 2024年9月25日 | 第7話 - 第12話 | HPXR-2550 |

## 外部連結
- GAGAGA文庫官方網站（日語）
- 漫畫連載網站（日語）
- 電視動畫官方網站（日語）
- 電視動畫的X（前Twitter）（日語）